# Chalcis biguttata
Chalcis biguttata är en stekelart som beskrevs av Maximilian Spinola 1808. Chalcis biguttata ingår i släktet Chalcis och familjen bredlårsteklar. Arten är reproducerande i Sverige. Inga underarter finns listade i Catalogue of Life.